# دراكو (لغة برمجة)
دراكو (بالإنجليزية: Draco)‏ كانت لغة برمجة تجريبة لبرامج التحكم للحواسيب الدقيقة (CP/M) وللغة أميغا، أنشأها كريس غراي (بالإنجليزية: Chris Gray)‏ في أوائل الثمانينات (1980)، وتوقف عن تطويرها في عام 1990.
وهي خليط من باسكال وسي وألغول 68، وكانت لغة قوية التنميط تميزت بقدرتها على إنتاج تنفيذيات صغيرة ومِثاليّة، وأيضًا بقدرة المُجَمِّع على العمل ضمن مساحة ذاكرة محدودة للغاية. استخدم غراي لغة دراكو من أجل أميغا بهدف إنشاء حامِل للعبة بيتر لانغستون (بالإنجليزية: Peter Langston)‏، الإمبراطورية.

## روابط خارجيّة
- CP/M distribution
- Draco Author Chris Grays compiler page covering Draco
- Freeware Draco-to-C converter at Aminet
- Source code of Draco at Aminet